# Manden bag Masken
Manden bag Masken er en amerikansk stumfilm fra 1918 af Raymond B. West.

## Medvirkende
- Bessie Barriscale som Peggy Muldoon
- Joseph J. Dowling som Patrick Muldoon
- Patrick Calhoun som Izzy
- David Kirby som Sparks McDonnell
- Jay Morley som Drane